# USS Helena (CL-50)
Lo USS Helena (codice e numero d'identificazione CL-50) è stato un incrociatore leggero della United States Navy, appartenente alla classe St. Louis e così nominato dall'omonima città nello Stato del Montana. La sua costruzione iniziò nel dicembre 1936 ed entrò in servizio nel settembre 1939, poco dopo lo scoppio della seconda guerra mondiale.
Sin da subito fu assegnato alla Flotta del Pacifico di stanza a Pearl Harbor, dove si trovava il giorno dell'attacco giapponese: colpito da un siluro, poté rientrare in azione solo nell'estate 1942, partecipando alla cruciale campagna di Guadalcanal. Tra le poche navi statunitensi all'epoca dotate di radar SG da ricerca, giocò un ruolo non indifferente nella vittoriosa battaglia di Capo Speranza (11-12 ottobre) e nella prima fase della battaglia navale di Guadalcanal (12-15 novembre) fu una delle uniche due unità della formazione statunitense a rimanere pressoché indenne. Tra il dicembre 1942 e il febbraio 1943 fu assegnato alla scorta di convogli per l'isola e, una volta finita la campagna, partecipò ad alcuni bombardamenti navali della Nuova Georgia in mano giapponese. Fece quindi parte delle forze riunite dal viceammiraglio William Halsey per sbarcare sull'isola e catturare l'aeroporto di punta Munda, coprendo in particolare l'assalto anfibio sulle coste settentrionali. Nella notte tra il 5 e il 6 luglio 1943 combatté nella battaglia del Golfo di Kula per impedire una missione del Tokyo Express; colpito in rapida successione da tre siluri, perse la prua e affondò. L'equipaggio, salvatosi per la maggior parte, rimase tuttavia sparpagliato e fu del tutto tratto in salvo solo al 16 luglio.

## Caratteristiche
L'incrociatore leggero Helena formava con lo USS St. Louis la sottoclasse St. Louis, derivata dalla classe Brooklyn con modifiche all'apparato motore, all'armamento e alle sovrastrutture. L'incrociatore presentava una lunghezza fuori tutto di 185,12 metri, una larghezza di 18,80 metri e un pescaggio di 6,99 metri. Il dislocamento a vuoto era di 9.767 tonnellate, mentre la stazza lorda arrivava a 12.207 tonnellate (13.327 tonnellate secondo un'altra fonte).
L'armamento principale era formato da quindici pezzi 6in/47 Mark 16 da 152 mm lunghi 47 calibri, distribuiti in cinque torri trinate: due erano a poppa sovrapposte, tre a prua con quella centrale in posizione sopraelevata. La dotazione secondaria comprendeva invece otto cannoni 5in/38 da 127 mm L/38, impiegabili sia contro bersagli aerei a lunga distanza, sia contro unità navali. La difesa contraerea sulle distanze medio-brevi era assicurata da otto mitragliatrici pesanti Browning M2 da 12,7 mm su affusto singolo; nel corso del 1942 fu incrementata con otto impianti singoli di cannoni Oerlikon da 20 mm L/70 e due installazioni quadrinate di cannoni da 28 mm, i quali ultimi erano però soggetti a frequenti inceppamenti. Tutti i cannoni furono asserviti a un radar FC di controllo del tiro. Nel tardo 1942 furono aggiunti altri due pezzi Oerlikon e i nuovi cannoni Bofors da 40 mm L/56 in numero di ventiquattro, distribuiti in quattro impianti quadrinati e quattro binati; furono inoltre imbarcati due radar di ricerca e due radar FD per il controllo del fuoco.
La corazzatura in acciaio rappresentava circa 2/9 del dislocamento complessivo (1.798 tonnellate). Era spessa 145 mm in corrispondenza della cintura a protezione degli organi motori, rastremava verso prua e poppa a 83 mm ed era rinforzata sul lato interno da uno strato di STS. Le paratie stagne andavano da 127 mm a 51 mm. I magazzini di munizioni avevano corazzature interne longitudinali da 51 mm (a prua) e 120 mm (a poppa) ed erano inoltre circondati da altre paratie stagne spesse 93 mm. Il ponte di coperta era corazzato con lastre da 51 mm; tutte le barbette avevano pareti spesse 152 mm, le torri presentavano una protezione frontale da 165 mm, laterale e posteriore da 32 mm, superiore da 50 mm. La torre di comando infine, disposta verso prua, era corazzata con 127 mm escluso il tetto, ridotto a 57 mm.
L'incrociatore era mosso da una complesso di otto caldaie Babcock & Wilcox, accoppiate a quattro turbine a ingranaggi a vapore Parsons/Westinghouse; ogni turbina dava potenza a un albero motore dotato di elica e veniva erogata una potenza totale di 100.000 shp; la velocità massima era pari a 33 nodi. L'autonomia era stata calcolata in 7.080/10.000 miglia alla velocità media di 15 nodi. La riserva di carburante ammontava a 2.000 tonnellate di olio combustibile. Allo scopo di garantire un ampio raggio esplorativo, l'incrociatore era stato dotato di due catapulte a poppavia e di quattro idrovolanti Curtiss SOC-2 Seagull, recuperabili dopo il lancio mediante un argano. L'equipaggio ammontava a 868/888 effettivi tra ufficiali e marinai in tempo di pace (52 ufficiali e 836 marinai), che in guerra poteva facilmente superare i 1.000 uomini.

## Servizio operativo

### Varo
L'incrociatore leggero Helena fu impostato presso New York, nel locale cantiere della marina, il 9 dicembre 1936. Fu varato il 27 agosto 1939, nel corso di una cerimonia officiata dalla signora Elinor Carlyle Gudger, bisnipote del senatore dello Stato del Montana Thomas J. Welch, ed entrò in servizio con la marina statunitense poco dopo, il 18 settembre 1939, quando la seconda guerra mondiale era in svolgimento da meno di tre settimane. Il comando, che era stato temporaneamente tenuto dal capitano di corvetta Donald Hendry Johnston nel corso del completamento finale, fu assunto dal capitano di vascello designato, Max Burke DeMott.

### La seconda guerra mondiale

#### Pearl Harbor e i primi mesi

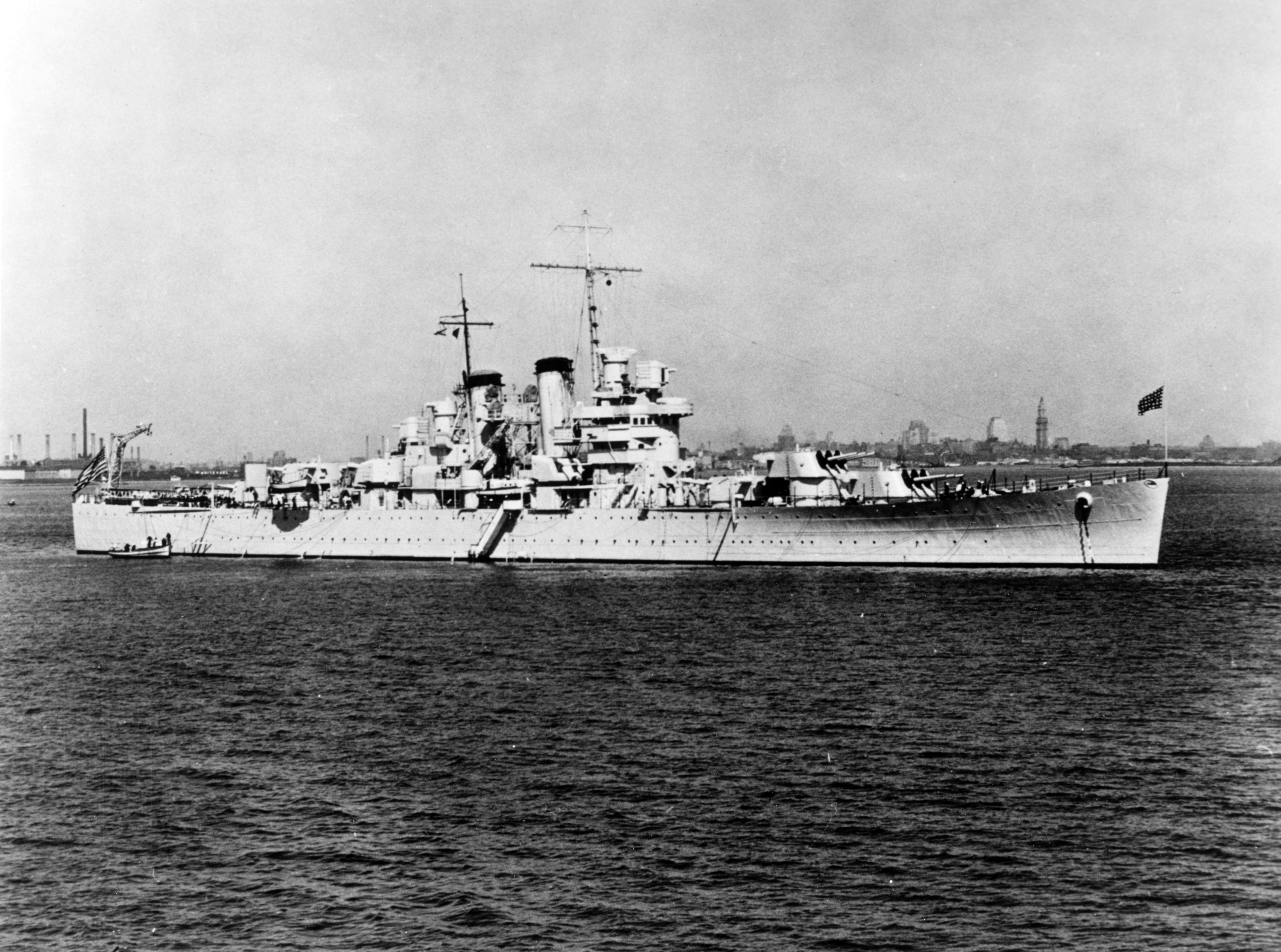
LHelena nel giugno 1940

Appena entrato in servizio, l'Helena fu assegnato alla Flotta del Pacifico basata a Pearl Harbor, con la quale condusse esercitazioni e addestramenti. Il 14 luglio 1941 il comando passò al capitano di vascello Robert Henry English, jr. L'incrociatore si trovava a Pearl Harbor il 7 dicembre, quando si svolse l'improvviso attacco aereo giapponese; per caso era ormeggiato al molo 1010 del cantiere della marina con il vecchio posamine Oglala sul lato esterno, posto di solito occupato dalla nave da battaglia USS Pennsylvania che, invece, quel giorno era stata spostata in bacino di carenaggio. Venne perciò a trovarsi tra le aree che figuravano come obiettivi principali dei nipponici. Alle 07:59, nei momenti iniziali dell'assalto, un aerosilurante Nakajima B5N "Kate" sganciò il proprio siluro all'indirizzo del posamine, ma l'ordigno passò sotto la chiglia e centrò l'Helena. La detonazione aprì una larga falla a mezzanave sulla dritta, una sala macchine e una sala caldaie si allagarono rapidamente; nel frattempo, l'equipaggio era corso ai posti di combattimento, ma ci si accorse che l'esplosione e l'acqua che si ingolfava avevano interrotto l'alimentazione di energia elettrica alle torri con i pezzi da 152 mm e alla batteria contraerea da 127 mm. Alcuni membri dell'equipaggio, però, riuscirono con una pronta azione ad avviare il generatore diesel di prua in due minuti: le torri e le installazioni poterono così brandeggiare e sparare agli aerei nemici. L'allagamento fu circoscritto poco dopo grazie al lavoro coordinato della squadra controllo danni e alla chiusura tempestiva dei portelloni comunicanti. Dopo riparazioni sommarie, riuscì con mezzi propri a raggiungere i cantieri della marina a Mare Island in California, dove fu rimesso in piena efficienza dopo un lungo raddobbo. Nell'estate 1942 poté riprendere il mare e fu aggregato alla scorta di un convoglio che trasportava aerei e un distaccamento di Seabees verso l'isola di Guadalcanal, nel Pacifico sud-occidentale, dove era da poco iniziata una dura campagna contro l'Impero giapponese. Nel frattempo, dopo un comando interinale (marzo 1942) del capitano di fregata Gerald D. Linke, l'incrociatore era passato agli ordini del pari grado Oliver Middleton Read.

#### La campagna di Guadalcanal

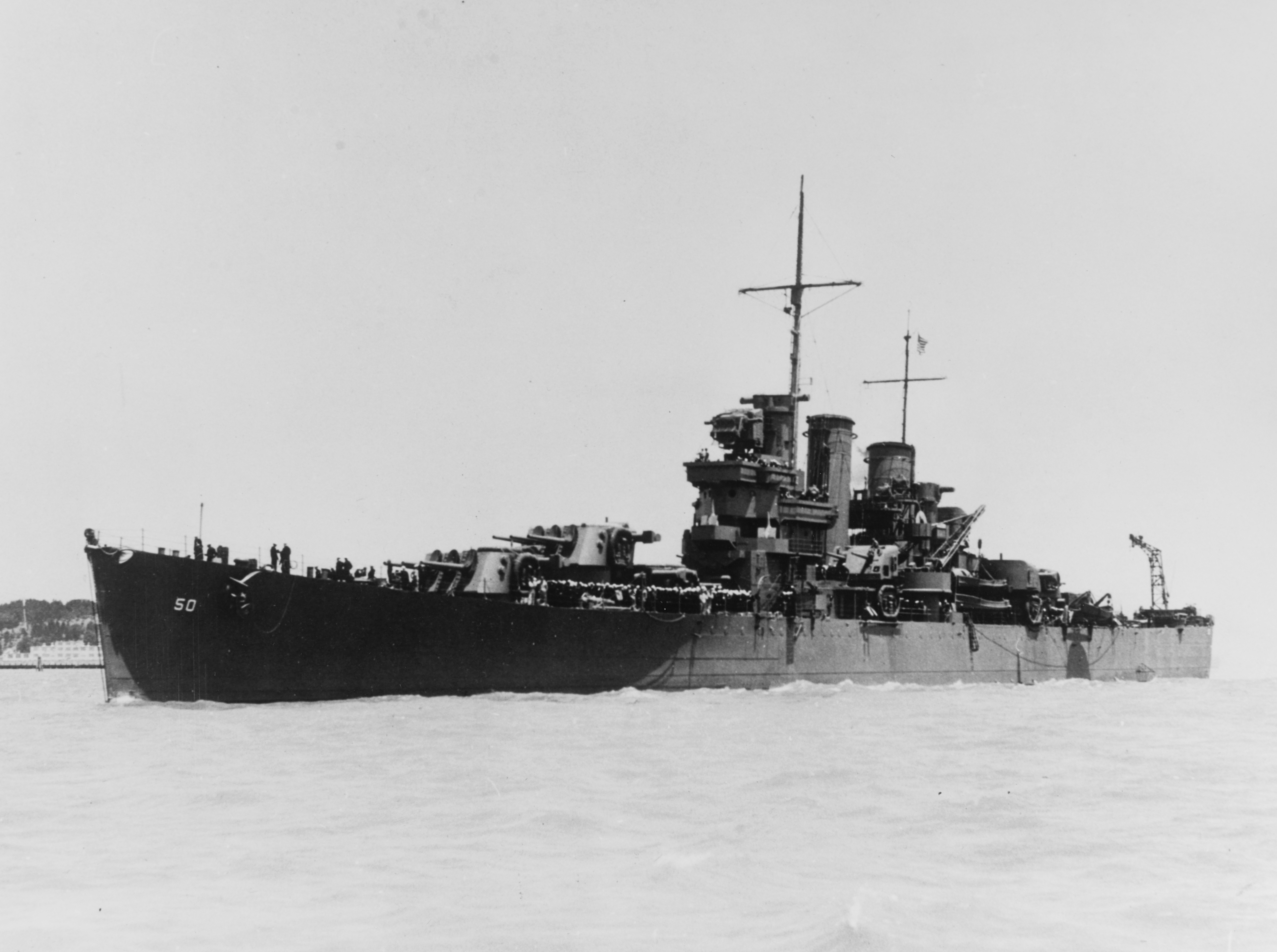
LHelena rimesso in efficienza dopo Pearl Harbor e pronto a partecipare all'attacco a Guadalcanal

Giunto nel settore, l'Helena effettuò due viaggi di protezione da Espiritu Santo a Guadalcanal tra la fine di agosto e l'inizio di settembre, per poi passare alla Task force enucleata attorno alla portaerei USS Wasp, incaricata di difendere a distanza un convoglio di sei trasporti recanti a bordo truppe dei Marine. Il 15 settembre, nel corso della navigazione, la squadra capitò in un'area percorsa da diversi sommergibili giapponesi e uno di questi riuscì a colpire e affondare la portaerei. L'incrociatore fu impegnato nelle ore seguenti nelle operazioni di salvataggio, ripescando circa 400 tra ufficiali e marinai che poi depositò a Espiritu Santo qualche giorno più tardi. Il 25 settembre il capitano Read cedette il posto al capitano di fregata Gilbert Corwin Hoover.
All'inizio del mese di ottobre 1942 i comandi giapponesi nel Pacifico sud-occidentale pianificarono un importante viaggio notturno del Tokyo Express, affiancato da un bombardamento navale dell'aeroporto di Guadalcanal: la responsabilità di quest'ultima azione fu affidata al contrammiraglio Aritomo Gotō, con gli incrociatori pesanti Aoba, Kinugasa, Furutaka e i cacciatorpediniere Fubuki e Hatsuyuki. La formazione salpò da Rabaul l'11 ottobre e puntò subito sull'isola, seguita a distanza dal convoglio. I movimenti nipponici furono scoperti tramite ricognizioni e decrittazioni dei messaggi radiofonici, perciò il viceammiraglio Richmond Turner ordinò al Task group 64.2 del contrammiraglio Norman Scott (cinque cacciatorpediniere con gli incrociatori Helena, USS San Francisco, USS Salt Lake City, USS Boise), che si trovava in attesa non lontano dall'isola Rennell, di sbarrare il braccio di mare tra Guadalcanal e l'Isola di Savo e fermare i giapponesi. Nella notte dell'11 ottobre il radar di ricerca SG dell'Helena localizzò le navi nipponiche in avvicinamento da nord-ovest, su una rotta perpendicolare a quella statunitense, ma Scott, poco uso al nuovo strumento e temendo che i contatti potessero essere alcuni suoi cacciatorpediniere, che gli risultavano rimasti indietro sulla dritta subito dopo l'inversione di rotta, esitò. Alla fine, alle 23:46, il capitano Hoover aprì autonomamente il fuoco e fu imitato dal resto delle navi americane; l'Aoba e il Furutaka furono colpiti in pieno, quindi si sviluppò un serrato duello tra il Kinugasa e gli incrociatori statunitensi, nel corso del quale l'Helena fu mancato di misura da un fascio di siluri. Poco dopo la mezzanotte del 12 ottobre lo scontro ebbe termine con la distruzione del Furutaka e del cacciatorpediniere Fubuki.

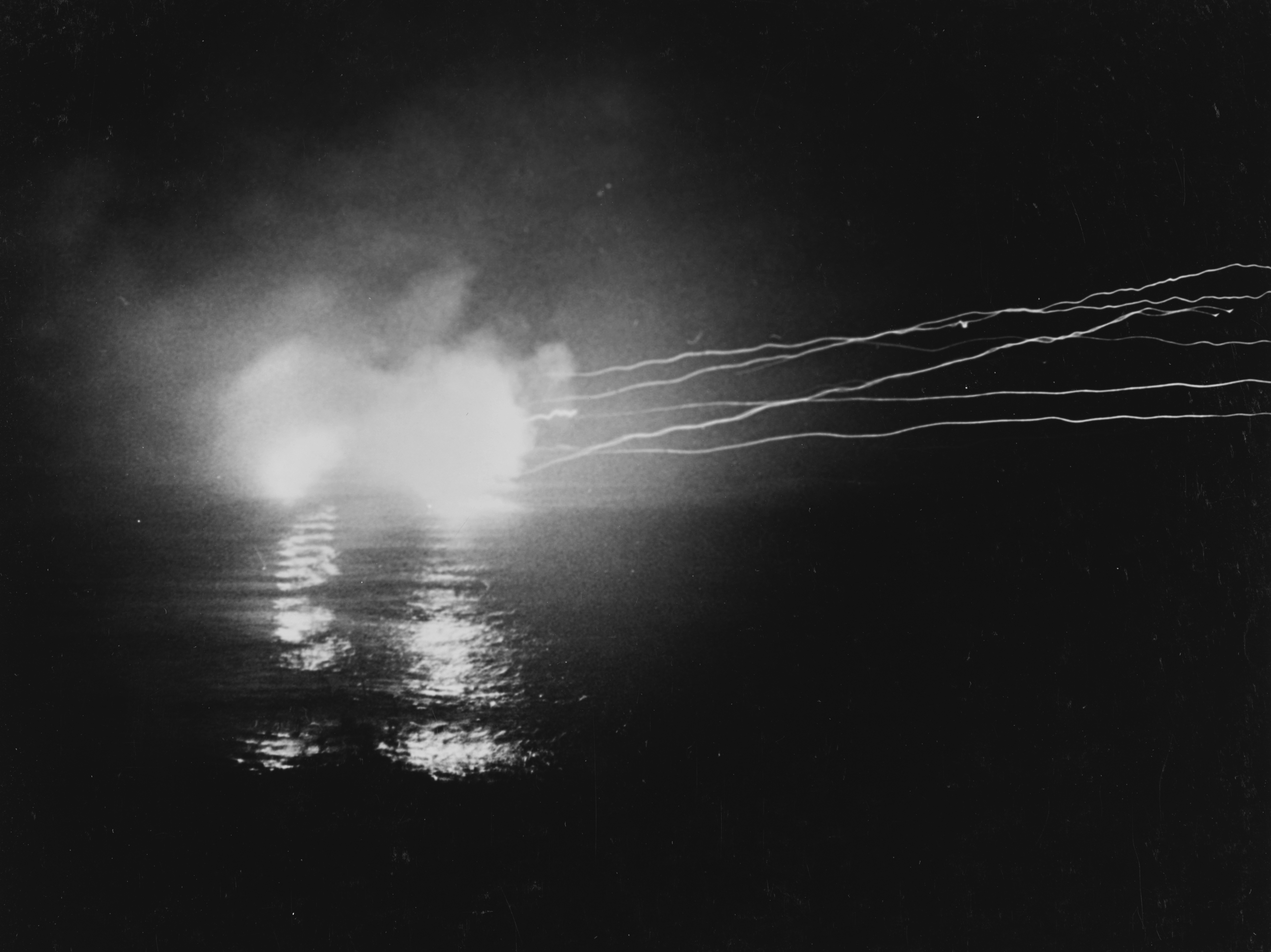
LHelena spara con i tutti i pezzi nella notte del 13 novembre, durante la battaglia navale di Guadalcanal

Il 20 ottobre, mentre si trovava in ricognizione al largo dell'isola di San Cristobal, l'incrociatore fu preso di mira da un probabile sommergibile, ma sfuggì agli ordigni. All'inizio di novembre fu ancora una volta assegnato alla scorta di un convoglio, salpato da Espiritu Santo e carico di truppe e armi per Guadalcanal: fu integrato nel Task group 64.7 del contrammiraglio Daniel Callaghan, a bordo del San Francisco. Nel pomeriggio del 12 novembre, mentre i trasporti scaricavano, l'Helena contribuì a respingere due incursioni aeree; poco dopo il viceammiraglio Turner, informato che una squadra giapponese forte di due corazzate e una dozzina di cacciatorpediniere stava puntando sull'aeroporto, affidò a Callaghan il compito di contrastarle e pose sotto il suo comando anche alcune navi del contrammiraglio Scott, che prese posto sull'incrociatore leggero USS Atlanta: nessuno dei due comandanti statunitensi, perciò, poté avere a disposizione immediata il radar SG dell'Helena, che fu posizionato ottavo nella linea di fila. La scarsa dimestichezza o fiducia in tale macchina ebbe dure conseguenze nella susseguente notte, quando le due squadre cozzarono nello specchio di mare tra Guadalcanal e Savo generando una caotica battaglia a corta distanza. Anche in questo caso, l'Helena aveva localizzato per primo le forze giapponesi, ma la necessità di ritrasmettere le informazioni aveva rallentato la reazione del contrammiraglio Callaghan, proprio mentre le opposte formazioni convergevano rapidamente. Nel corso del confuso combattimento l'incrociatore subì danni superficiali alle sovrastrutture e, grazie al radar, poté manovrare e far fuoco con più sicurezza e precisione di quanto fecero quasi tutte le altre unità americane. Alle 02:26 il capitano Hoover, appreso che sia Scott, sia Callaghan erano deceduti e che gran parte della squadra era fuori combattimento, ordinò via radio la ritirata in qualità di ufficiale più anziano in grado ancora in vita. All'alba del 13 novembre l'Helena si trovava in navigazione verso est lungo la costa di Guadalcanal, assieme ai provati San Francisco e USS Juneau, il quale ultimo fu silurato da un battello giapponese.
Dopo un breve ciclo di raddobbo (nel corso del quale, il 23 novembre, il comando passò al capitano di vascello Charles Purcell Cecil), l'Helena poté riprendere il proprio posto. Fu unito al Task group 67 del contrammiraglio Walden Ainsworth (forte di due altri incrociatori leggeri e di due cacciatorpediniere) che, nella notte tra il 4 e il 5 gennaio 1943 fu tra le unità inviate a bombardare, prevalentemente nottetempo, l'aeroporto costruito tra ottobre e novembre 1942 dai giapponesi a Munda, sull'isola della Nuova Georgia; si dedicò inoltre a prendere sotto tiro le piste e le installazioni a Vila, località sulla costa meridionale dell'isola di Kolombangara, a nord-ovest della precedente. L'incrociatore continuò comunque a essere coinvolto nelle fasi finali della campagna di Guadalcanal, sempre in azioni di pattugliamento: l'11 febbraio, a pochi giorni dalla vittoriosa conclusione della sfibrante lotta, un suo idrovolante affondò il piccolo sommergibile giapponese RO-102.

#### La Nuova Georgia e l'affondamento

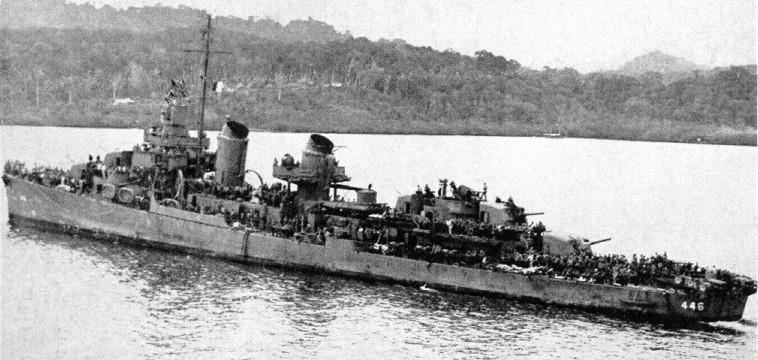
Un gruppo di superstiti dellHelena, raggruppati a poppa del cacciatorpediniere Radford, nei giorni successivi all'affondamento dell'incrociatore

Per il resto di febbraio la nave rimase nel cantiere di Sydney, in Australia, quindi a inizio marzo raggiunse Espiritu Santo, base dalla quale condusse altri cannoneggiamenti delle postazioni giapponesi. A fine maggio fu aggregato alle forze navali incaricate di effettuare e proteggere lo sbarco in Nuova Georgia e, in particolare, di quello accessorio nella baia detta "Rice Anchorage", sulla costa nord-orientale prospiciente il golfo di Kula. L'Helena effettuò un breve bombardamento costiero nelle prime ore del 4 e poi del 5 luglio, giorno nel quale lo sbarco fu compiuto con successo. Nel tardo pomeriggio giunsero però comunicazioni circa una missione in corso del Tokyo Express, diretta alla guarnigione nipponica della Nuova Georgia e che molto probabilmente avrebbe attraversato il golfo. Nella notte tra il 5 e il 6 luglio, in effetti, una forza di dieci cacciatorpediniere giapponesi frazionata in tre distinti gruppi entrò nel golfo e fu attaccata poco prima delle 02:00 dalla squadra statunitense del contrammiraglio Ainsworth, che comprendeva anche l'Helena. Le salve dell'incrociatore furono sparate a ritmo intenso e danneggiarono gravemente il Niizuki, ma le vampe degli spari segnalarono la sua posizione agli altri cacciatorpediniere nipponici, che lanciarono uno sciame di siluri. Alle 02:04 un ordigno centrò lo scafo a proravia, seguito da ulteriori due nei minuti successivi. I danni furono gravissimi e gli allagamenti non poterono essere controbattuti efficacemente; con la prua divelta, l'Helena affondò rapidamente. Un certo numero di uomini fu tratto in salvo dai cacciatorpediniere USS Nicholas e USS Radford, che però all'alba dovettero abbandonare il golfo: rimasero indietro 275 naufraghi, pigiati in quattro imbarcazioni. Costoro furono recuperati il giorno seguente, dopo essere approdati su un'isoletta poco distante dalla Nuova Georgia, da alcuni cacciatorpediniere.
Nella prua, rimasta a galla, furono intrappolati circa 200 uomini. Un bombardiere Consolidated B-24 Liberator sganciò quattro grandi canotti e numerosi giubbotti di salvataggio: i marinai lasciarono la prua in affondamento, ma le correnti e i venti li trascinarono sulle coste dell'isola di Vella Lavella, occupata dai giapponesi. I 165 naufraghi (alcune decine erano periti per le ferite) non furono scoperti grazie all'aiuto di alcuni abitanti del luogo e dei Coastwatchers; furono salvati il 16 luglio da una formazione di quattro cacciatorpediniere e due cacciatorpediniere trasporto rapido. In totale l'equipaggio dell'incrociatore conteggiò 168 morti su quasi 900 effettivi.

## Riconoscimenti
L'incrociatore leggero Helena fu insignito di sette Battle Star e della Asiatic-Pacific Campaign Medal per i servizi resi nel corso del conflitto. Fu inoltre la prima unità della marina statunitense a essere encomiata con la Navy Commendation.